# Robert Blanc
Robert Blanc (Hauteville-Gondon, 17 april 1933 – Bourg-Saint-Maurice, 4 februari 1980) was een Frans herder en berggids. Samen met Roger Godino richtte hij het wintersportgebied Les Arcs op.
Zoals veel inwoners van de Tarentaisevallei toen werkte Blanc in de zomer op de alpenweiden als herder en in de winter in de skigebieden zoals Courchevel als skileraar of gids. Na de ontmoeting met Godino begonnen de twee en Roberts vier broers vanaf 1961 te ijveren voor een nieuw skigebied boven Hauteville-Gondon en Bourg-Saint-Maurice, tot 1 januari 1965 nog twee verschillende gemeenten. In 1964 richtten ze de Société des Montagnes de l'Arc (SMA) op. Het skigebied opende met de inwijding van Arc Pierre Blanche (Arc 1600) in 1968. Godino nam het management op zich, Blanc de skischool.
In 1980 overleed Blanc in een lawine tijdens een reddingsactie.